# Kloster Kilmallock

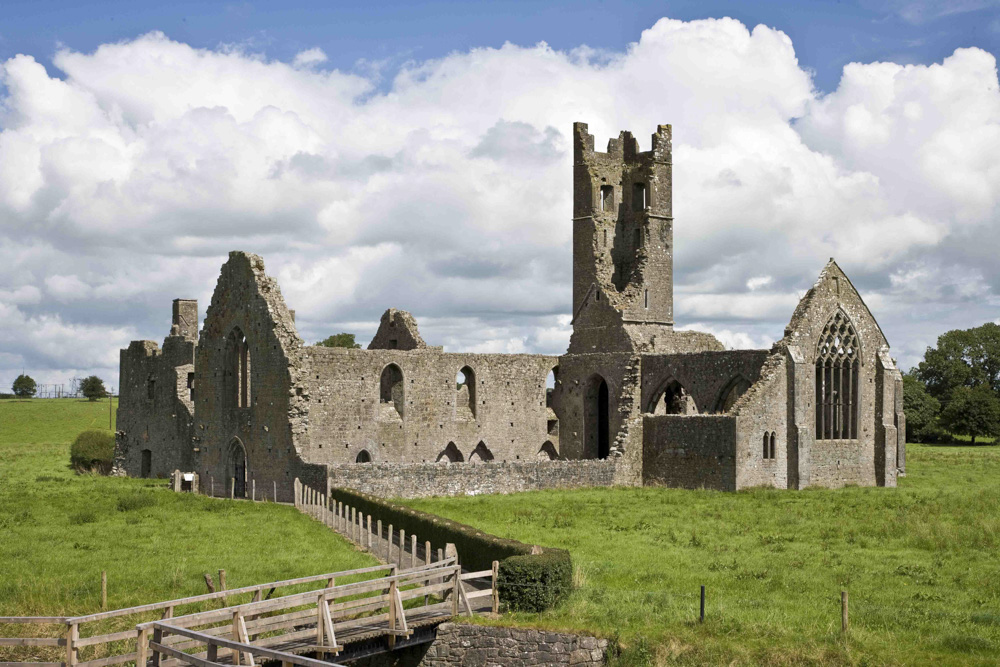
Kloster der Dominikaner in Kilmallock

Das Kloster Kilmallock (irisch Mainistir Chill Mocheallóg, englisch Kilmallock Priory auch: Abbey oder Friary) war ein Dominikanerkloster in der Stadt Kilmallock im County Limerick in Irland. Obwohl es nur als Ruine erhalten ist, gilt es als das am besten erhaltene Dominikanerkloster in Irland.

## Geschichte
Die Gründung des Klosters geht auf das Jahr 1291 zurück. Maurice Fitzgibbon, Sohn des Gründers Gilbert, vollendete den Bau. Maurice war der erste der „Erbritter“, den „White Knights“, die für mehrere hundert Jahre die Geschicke der Gegend dominierten.  Unter ihm wurde der Bau abgeschlossen. Ursprünglich handelte es sich um ein einfaches, rechteckiges Gebäude. Im 14. Jahrhundert wurden Erweiterungen durchgeführt, darunter ein südliches Querschiff. Der hohe, schlanke Turm wurde vermutlich im 15. Jahrhundert erbaut.
Nach der Auflösung der englischen Klöster im Rahmen der englischen Reformation circa 1540 blieben die Mönche entweder in Kilmallock oder kehrten zu einem späteren Zeitpunkt wieder zurück.
Während der Rückeroberung Irlands durch Oliver Cromwell wurden 1648 zwei  Dominikaner vor dem Altar des Klosters hingerichtet.
Die Grabkammer von Edmund Fitzgibbon (gestorben 1608) befindet sich in dem Kloster. Er war der letzte des Geschlechts der „Weißen Ritter“.

## Architektonische Besonderheiten
Herausragende Bauelemente sind die beiden Fenster im Osten und im südlichen Querschiff. Hierbei handelt es sich um besonders filigrane fünfteilige Lanzett-Gruppenfenster. Im Inneren sind auch noch dekorative Steinmetzarbeiten zu sehen, so Blumenknospen und menschliche Köpfe.